# Style tintinnabuli
Ne doit pas être confondu avec Tintinnabule.

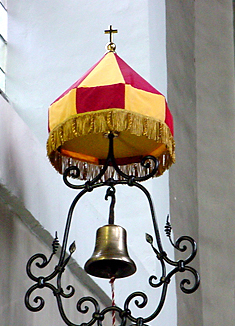
Un tintinnabule (basilique Troostkerk de Vilvorde).

Le style tintinnabuli (du latin tintinnabulum : clochette) ou tintinnabulisme est un procédé de composition musicale et une technique d'écriture créée par Arvo Pärt, compositeur estonien associé à la musique minimaliste.
Signifiant littéralement cloches ou clochettes en raison des tintinnabules utilisées dans la liturgie catholique, il a été développé par Pärt à partir de trois pièces séminales : Für Alina (1976), Fratres (1977), et Spiegel im Spiegel (1978),. Il est principalement associé à l'expérience mystique qui empreint toute la musique de ce compositeur après 1976 et a été dans une moindre mesure occasionnellement utilisé par certains de ses contemporains comme Krzysztof Penderecki.

## Technique musicale
« L'essence de ce style est une diaphonie, un Ursatz (noyau fondamental) d'un nouveau genre où deux voix se joignent pour former quelque chose d'indissociable. […] Fondée sur des couples de notes construites l'une contre l'autre et n'existant que par la relation de l'une à l'autre, cette diaphonie forme l'élément le plus petit et le plus important de la tintinnabulation ».

## Tintinnabulisme et cinéma
De par ses caractéristiques et sa « puissance narrative », le style tintinnabuli est très souvent utilisé depuis 1980 – ce qui correspond à l'arrivée d'Arvo Pärt en Europe occidentale et à sa signature avec le label ECM – par les réalisateurs de cinéma pour illustrer leurs films, faisant de son fondateur l'un des compositeurs de musique classique les plus joués au monde. Plus de cent-cinquante films ont utilisé des œuvres d'Arvo Pärt, le plus souvent pour créer une atmosphère mystique ou souligner la force émotionnelle des images ou des sentiments des personnages présents à l'écran. Les compositions les plus utilisées sont la pièce fondatrice du tintinnabulisme Für Alina (1976) mais aussi Trivium (1976), Fratres (1977), Cantus in memoriam Benjamin Britten (1977), Tabula rasa (1977) et Spiegel im Spiegel (1978).